# 第1映画部隊 (アメリカ軍)
第1映画部隊（だい1えいがぶたい、英語: First Motion Picture Unit、略称FMPU）は、第二次世界大戦中にアメリカ陸軍航空軍（USAAF）が有した部隊。のちに第18陸軍航空軍基地部隊（18th Army Air Forces Base Unit）と改称した。当時の陸軍航空軍における主要な映画製作部隊であり、映画業界関係者のみで構成された最初の部隊であった。彼らは実用性だけではなく娯楽性も重視したプロパガンダ映画および訓練用映画を400本以上制作した。『Resisting Enemy Interrogation』（尋問への抵抗）、『Memphis Belle: A Story of a Flying Fortress』（メンフィス・ベル：空の要塞の物語）、『The Last Bomb』（最後の爆弾）など、第1映画部隊が手がけた作品は全て劇場で公開された。クラーク・ゲーブル、ウィリアム・ホールデン、クレイトン・ムーア、ロナルド・レーガン、ジョン・スタージェスといった著名な俳優・監督が所属していたことでも知られる。映画制作のほか、従軍カメラマンの訓練・教育も第1映画部隊の任務であった。
1943年には『First Motion Picture Unit』と題された第1映画部隊に関するドキュメンタリー映画が自主制作され、アナウンサーのケン・カーペンターがナレーターを務めた。

## 背景
1941年12月にアメリカ合衆国が第二次世界大戦に参戦した時、陸軍の各種映画製作は陸軍信号隊が担当し、陸軍の一部局である航空軍の映画も信号隊が手がけていた。しかし、航空軍司令官ヘンリー・アーノルド将軍は航空軍の独立性を強調する為にも独自の映画撮影部隊が必要だと考えていた。1942年3月、アーノルドはワーナー・ブラザース社長ジャック・L・ワーナー、プロデューサーのハル・B・ウォリス、脚本家のオーウェン・クランプ（Owen Crump）らを招き、新たな映画撮影部隊の編成を依頼した。この際、ワーナーには中佐、クランプには大尉の階級が与えられたが、ウォリスだけは航空軍将校の肩書を辞退している。当面の問題は航空軍への志願者およびパイロットの不足であった。アーノルドは少なくとも100,000人のパイロットが必要だと伝えた上でワーナー・ブラザースと契約を結び、こうして志願兵募集映画『Winning Your Wings』（翼を得よ）が制作された。
『Winning Your Wings』の監督はクランプで、ジェームズ・ステュアートが主演した。ステュアートの演じた威勢のよいパイロットのキャラクターは、アメリカ国民の抱く航空軍パイロットの印象を大きく変えたと言われている。この映画はわずか2週間で制作されたが、映画としては大成功を収め、アーノルドはこの映画によって100,000人のパイロット志願者が集まったとしている。なお、ワーナー・ブラザースではこれ以前にも、『Men of the Sky』（空の男達）、『Beyond the Line of Duty』（責務を超えて）、『The Rear Gunner』（後方機銃手）といった航空軍関連の映画を制作している。

## 編成
『Winning Your Wings』の成功によってさらなる訓練・宣伝映画の需要が生じたが、ワーナー・ブラザース一社のみでこれを満たすことは非常に困難とされた。これを受け、ジャック・L・ワーナーは独立した映画部隊の編成に着手した。この部隊には訓練・宣伝映画の制作および従軍カメラマンの訓練という2つの任務が課されることとなった。こうして映画業界関係者のみ所属する部隊が歴史上初めて編成されたのである。
1942年7月1日、航空軍の常設編成としての第1映画部隊（First Motion Picture Unit, FMPU）が正式に発足した。創設メンバーのうち主要な人物としては、部隊長ワーナー中佐（ワーナー・ブラザース社長）、クランプ大尉（脚本家）、ノックス・マニング大尉（俳優）、エドウィン・ギルバート少尉（脚本家）、ロナルド・レーガン少尉（俳優）、オレン・ハグランド伍長（脚本家）がいた。部隊の拠点は当初カリフォルニア州バーバンクにあったワーナー・ブラザース本社横に設置され、後にハリウッドのヴァイタグラフ・スタジオに移った。しかし、ヴァイタグラフは当時十分に管理されておらず、第1映画部隊が必要とする大規模な撮影を行うこともできなかった。この頃、クランプは偶然にもカルバーシティでハル・ローチ・スタジオという撮影所を借りることに成功する。作家マーク・ベタンコート（Mark Betancourt）によれば、この時ハル・ローチ・スタジオの各設備は完璧な状態であったという。
スタジオには映画部隊が必要とする全てのものが揃っていた。6棟の倉庫ほどの大きさがある防音撮影所（Sound stages）、小道具倉庫、編集室、衣装・化粧部屋、そして街の大通りに見立てられた屋外セット……14エーカーほどの広さで、数十棟の建物で構成されていた……
10月には部隊の移動が完了し、以後スタジオは「フォート・ローチ」（Fort Roach）の愛称で呼ばれた。同時期にワーナーは社長業務に戻るため部隊を離れ:110、スタントパイロットのポール・マンツ中佐が新たな部隊長に就任した。

## フォート・ローチ

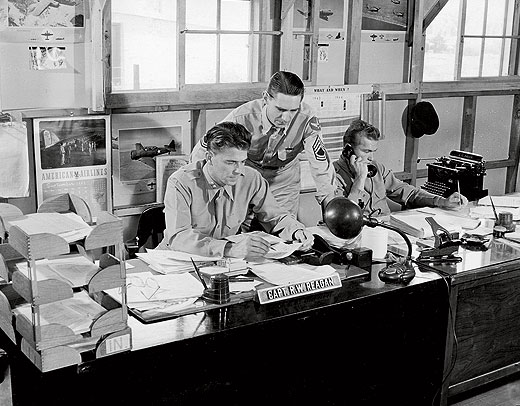
フォート・ローチ勤務時のロナルド・レーガン大尉

第1映画部隊には当時有名だった業界関係者のほか、戦後になってから映画界で頭角を現す者も勤務していた。例えば俳優のクラーク・ゲーブル、ウィリアム・ホールデン、アラン・ラッド、監督のリチャード・L・ベア、ジョン・スタージェスらである。後に合衆国大統領となるロナルド・レーガンは元々騎兵科の予備役士官で、第1映画部隊での勤務を通じて大尉まで昇進した。彼はフォート・ローチの人事担当士官勤務を経て部隊長副官（adjutant）に任命されている。当初はレーガンを含む多くの俳優が映画に出演していたが、彼らが登場することで観客が映画そのものに集中しないと考えられた為、以後こうした俳優らは主にナレーターを務めるようになった。
隊員募集に関し、第1映画部隊では他の軍部隊と異なる独特の手法を採用していた。隊員は戦闘任務に不適と見なされた中年の将兵ばかりで、ほとんど前線に派遣されることはなかった。映画制作という任務の特殊性から、部隊は通常の志願者募集ルートから切り離された独自の採用権限を与えられていた.。基礎教練（Basic Training）も通常部隊ほど厳格には行われなかった。元隊員ハワード・ランダース（Howard Landres）によれば、基礎教練は必須とされていたものの、それは「基本的な基礎教練」（basic-basic）ではなかったという。
陸軍の礼式もフォート・ローチでは重要視されなかった。敬礼は任意とされ、隊員らはファーストネームで呼び合っていた。また、フォート・ローチには兵舎もなかった為、ほとんどの隊員は自宅から通勤していた。自宅が遠い者はフォート・ローチからほど近いページ軍学校（Page Military Academy）に宿泊していた。

## 映画製作

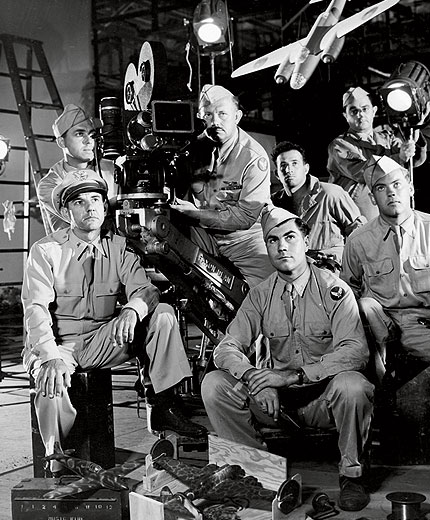
第1映画部隊の撮影班

第1映画部隊が最初に手がけたプロジェクトは、飛行訓練補助用映画『Learn and Live』（学び、生きよ）だった。この映画は「パイロットの天国」を舞台としており、長編映画のスターだった俳優ガイ・キビーが聖ペトロ役で主演した。劇中では正しい飛行技能を示す為、初歩的な12つのミスについて解説される。
『Resisting Enemy Interrogation』（尋問への抵抗）は、ドキュメンタリー作家グレゴリー・オアによって第二次世界大戦中に制作された「最高の教育映画」と評された。『Resisting Enemy Interrogation』では、捕虜となった2人の飛行士を中心に物語が展開し、彼らはドイツ軍が駐屯するシャトーにて尋問を受けることになる。1944年度アカデミー長編ドキュメンタリー映画賞にノミネートされている。
セルアニメは第1映画部隊において不可欠な技術となっていた。技術上あるいは機密保持上の理由から実写撮影が不可能なシーンはアニメーションで描写された。ある訓練映画では、主人公のパイロットがスラスト、グラビティ、ドラッグというキャラクターの力を借りて飛行技能を身に付ける。このキャラクターは飛行中の航空機に働く力（推力、重力、抗力）を表現したものだった。迷彩塗装に関する教育映画には、ミスター・カメレオン（Mr. Chameleon）なるキャラクターが登場した。『Position Firing』（射撃姿勢）には、航空機銃手のトリガー・ジョー（Trigger Joe）なるキャラクターが登場した。トリガー・ジョーはユーモラスな描写でありがちな失敗を紹介しつつ、射撃技術に関する技能教育を行うアニメーション作品だった。この作品に関し、ある航空機銃手は「『Position Firing』みたいな映画がもっと必要だ。理論を単純明快にする上、我々を飽きさせない。それにトリガー・ジョー！彼は最高だ！」と語った。その後、ジョーは航空機銃手に関する全てのアニメーション作品で主人公を務めた。アニメーション部の部長は『ルーニー・テューンズ』や『メリー・メロディーズ』の作者の1人ルドルフ・アイジングで、その他にも「ナイン・オールドメン」の1人であるフランク・トーマスなど当時の有名アニメーターらが数多く在籍していた。

### 日本本土空襲
第1映画部隊に課された最も重要な任務の1つは、対日空襲作戦に用いる誘導資料および地形資料を作成することだった。この任務は極秘扱いとされ、一連のフィルムは「第152特殊映画計画」（Special Film Project 152）のコードネームで呼ばれていた。グレゴリー・オアは、「恐らく、第1映画部隊に課された最も重要かつ困難な試みだった」と評している。第1映画部隊はB-29爆撃機乗員向けの資料映像を制作することとなり、40日の期間が与えられた。

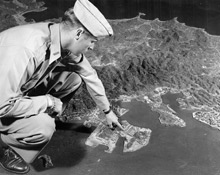
特殊映画に用いられたジオラマ。1945年公開の短編ドキュメンタリー『Preparation of Special Briefing Films』より

1944年、太平洋戦線に展開するアメリカ軍は日本本土に対する攻撃準備に着手した。一連の爆撃計画は第20空軍に託されたが、彼らは航路や標的を決定するための情報を欠いていた。オアはこれについて次のように述べている。
全てのランドマーク、チェックポイント、進入地点、投下地点……全てのレーダー拠点、港湾内の全ての日本海軍艦艇、全ての鉄道、建築物、森林、水田……こうしたものは晴天なら肉眼で目視しなければならなかったし、また曇天でもレーダー越しに確認できなければならなかった
第1映画部隊は日本の地理に関する調査研究を経て、爆撃対象地域を再現した面積80x60フィート（24x18m）、縮尺1フィート：1マイルの巨大なジオラマを制作した。このジオラマでは山岳や建築物、鉄道、水田などの地形が再現され、雲や霧が描き込まれていた。撮影には専用の固定式オーバーヘッドカメラが用いられた。このカメラはモーター駆動式で、航路に沿って動かすことで対象地域上の飛行をシミュレートすることができた。『The New York Sun』紙によれば、カメラの映像は高度30,000フィートからB-29爆撃機乗員が目にする光景を再現したものだった。第20空軍の将兵はこの特殊映画を用いることで標的を容易に発見し、ジオラマの精密・正確さに驚いていたという。アーノルドは第20空軍による爆撃成功の後、特殊映画に関して「危険な任務に従事する者達へのブリーフィングを行うにはこれほど便利なものはない」と語った。

### ヨーロッパの爆撃評価
1945年5月にナチス・ドイツが降伏すると、アーノルドはクランプに対し、爆撃による被害程度を調査して報告するように命じた。この調査計画は「第186特殊映画計画」（Special Film Project 186）のコードネームで呼ばれた。クランプと彼の部下はカラーフィルムを用いてヨーロッパ各地の主要都市で爆撃被害の調査を実施した。また、元ドイツ空軍総司令官ヘルマン・ゲーリング元帥らを始めとする連合国軍側が確保した旧ナチス・ドイツ要人のデブリーフィングを記録したほか、オールドルフやブーヘンヴァルトなどの強制収容所をアメリカ軍人が解放する様子もクランプのクルーによって撮影されている。後に脚本家マルヴィン・ワルドは収容所に関するフィルムを最初に見た時を回想し、「夏の日だったが、それにも関わらずレーガンは震えて出てきた──皆そうなった。我々はああいうものを目にしたことがなかった」と語った。
クランプらによる撮影時間は合計100時間分にもなったが、その大半は人の目に触れることはなかった。制作コストは100万ドルと見積もられており、これを受けた航空軍が資金の提供を拒否したためである。後に制作されたドキュメンタリー作品『The Story of Special Film Project 186』において、この計画は「第二次世界大戦における最大のカラーフィルム撮影計画と、史上最長の未使用フィルム」と評された。

## 従軍カメラマン
従軍カメラマンの訓練も第1映画部隊の主要な任務の1つだった。訓練部隊はページ軍学校近くに駐屯し、士官7名と下士官兵20～30名から成る戦闘部隊が16個程度編成されていた。彼らはカメラや撮影機材の運用方法および武器の使用と戦闘に関する訓練を受けた。彼らは各作戦および空戦戦術、敵航空機情報などの調査を実施するため、全ての航空軍基地に派遣されていた。
第1映画部隊の常勤隊員と異なり、前線に派遣された従軍カメラマンからは多数の死傷者が出ている。フォート・ローチ出身の従軍カメラマンの多くは何らかの勲章等を受章していたという。ジェームズ・ブレー中尉（James Bray）はフォート・ローチで訓練を受けた後、カイロに展開する第9空軍に配属されたカメラマンである。撮影任務中に機銃手が負傷した際、ブレーは自らこれを代わり、2機のメッサーシュミット戦闘機を撃墜した。この英雄的な戦功から、彼は殊勲飛行十字章を受章し、のちにフォート・ローチに戻って教官を務めた。

## 効果
第1映画部隊に所属する大半の将兵は戦闘任務に従事しなかったものの、戦争遂行の為に大きく貢献した。国立航空宇宙博物館が発行する雑誌『Air & Space/Smithsonian』では、航空軍がヨーロッパの制空権を確保に成功した背景には第1映画部隊が制作した訓練映画の影響が一部あったと指摘されている。ドイツ国防軍最高司令部総長ヴィルヘルム・カイテル独陸軍元帥は、映画製作部隊の役割について次のように語った。
我々の計算は完璧だった、連合国が人々を戦争のために訓練するスピードを除いては。我々の主要な誤算は、映画教育による習熟の精度と速度を過小評価した点にあった。
アメリカ軍は映画教育の成果を見過ごすことはなかった。軍情報総監部は報告書の中で映画部隊の活動を次のように評価した。
第1映画部隊の誠実にして愛国的な将兵各位が果たした多大かつ目覚ましい成果に言及せず、結論をもたらすことはできない。彼らは多数の教育・訓練映画を制作した。その多くは、映画としての芸術性も、訓練用機材としての効率も、その他あらゆる基準において標準以上に優れたものだった。第1映画部隊の隊員は恐らく、軍人としてよりも民間人としての所得の方が大きいだろう。彼らは任務に誇りを持っているし、そうするだけの権利がある。同じことは戦闘撮影班に対しても言える。
歴史家ジョン・ランゲリア（John Langellier）は第1映画部隊が撮影した大量の映像について触れ、次のように語った。
あなたがヒストリー・チャンネルやディスカバリーチャンネルでアメリカ側から第二次世界大戦を見る度、あなたは彼らの仕事を目にしている。それが彼らの遺産だ。

## フィルモグラフィ
第1映画部隊の編成以前にワーナー・ブラザースが制作した主な航空軍関連作品は以下のとおりである。
| 公開年 | タイトル                             | 出演等 | 備考                                                    |
| ------ | ------------------------------------ | --- | ------------------------------------------------------- |
| 1942   | Winning Your Wings 翼を得よ          | ジョン・ヒューストン*、オーウェン・クランプ*、ジェームズ・ステュアート、アルフレッド・ニューマン（音楽）     | 第15回アカデミー賞長編ドキュメンタリー映画賞ノミネート  |
| 1942   | Men of the Sky 空の男達              | B・リーブス・イーソン*、オーウェン・クランプ**、トッド・アンドリューズ、エリノア・パーカー、ドン・ディフォア | オリジナルタイトルはUnder Those Wings（あの翼のもとに） |
| 1942   | Beyond the Line of Duty 責務を超えて | ルイス・サイラー*、ロナルド・レーガン**                                                                      | 第15回アカデミー賞短編映画賞受賞                        |
| 1943   | The Rear Gunner 後方機銃手           | レイ・エンライト*、ロナルド・レーガン、バージェス・メレディス                                                |                                                         |

その後、訓練映画の需要が拡大する中、ワーナー・ブラザースだけではこれを満たすことが難しくなり、航空軍の部隊としての第1映画部隊が設置された。第1映画部隊は1942年から1945年にかけて400本以上の映画を制作したが、その多くが紛失ないし破棄された為に現存しない。第1映画部隊が制作した主な航空軍関連作品は以下のとおりである。
| 公開年 | タイトル                                                                                    | 出演等 | 備考                                                              |
| ------ | ------------------------------------------------------------------------------------------- | --- | ----------------------------------------------------------------- |
| 1943   | Learn and Live 学び、生きよ                                                                 | バーナード・ボアハウス*, ガイ・キビー                                                                            |                                                                   |
| 1943   | Three Cadets 3人の候補生                                                                    | クレイグ・スティーブンス, ケント・スミス, ラルフ・バード, ウィリアム・T・オアー                                  | 性病の予防および治療に関する教育映画                              |
| 1943   | Ditching: Before and After 不時着水：その前後について                                       | |                                                                   |
| 1943   | Aircraft Wood Repair 航空機の木部修理                                                       | |                                                                   |
| 1943   | Basic Electricity As Applied to Electronic Control Systems 電子制御装置のための基礎電子技術 | |                                                                   |
| 1943   | Cadet Classification 候補生の分類                                                           | ロナルド・レーガン**                                                                                             |                                                                   |
| 1943   | Recognition of the Japanese Zero Fighter 零戦識別法                                         | バーナード・ボアハウス*, アート・ギルモア**, ロナルド・レーガン                                                  |                                                                   |
| 1943   | Reconnaissance Pilot 偵察パイロット                                                         | ウィリアム・ホールデン                                                                                           |                                                                   |
| 1943   | Wings Up 舞い上がれ                                                                         | クラーク・ゲーブル**, ギルバート・ローランド, ウィリアム・ホールデン, ロバート・プレストン, ブレンダ・マーシャル |                                                                   |
| 1943   | Photographic Intelligence in Bombardment Aviation 爆撃飛行のための写真情報                  | アラン・ラッド                                                                                                   | [ 18 ]                                                            |
| 1943   | Flying the P-61 Series Airplane P-61の飛行                                                  | |                                                                   |
| 1943   | The First Motion Picture Unit 第1映画部隊                                                   | |                                                                   |
| 1944   | The Earthquakers 大地を揺らす者たち                                                         | アーヴィング・ピッチェル**                                                                                       |                                                                   |
| 1944   | Flak! 高射砲！                                                                              | |                                                                   |
| 1944   | Lightning: The Lockheed P-38 Story ライトニング：ロッキードP-38の物語                       | ウィリアム・ホールデン, リチャード・ボング                                                                       |                                                                   |
| 1944   | Air Defense Team 防空隊                                                                     | ヴァン・ヘフリン                                                                                                 |                                                                   |
| 1944   | Position Firing 射撃姿勢                                                                    | メル・ブランク**                                                                                                 | アニメーション映画                                                |
| 1944   | Air Pattern: Pacific 対気経路：太平洋                                                       | ヴァン・ヘフリン                                                                                                 |                                                                   |
| 1944   | Land and Live in the Jungle ジャングルの環境と生存                                          | ヴァン・ヘフリン                                                                                                 |                                                                   |
| 1944   | Resisting Enemy Interrogation 尋問への抵抗                                                  | バーナード・ボアハウス*, アーサー・ケネディ, ロイド・ノーラン, メル・トーメ                                      | アカデミー長編ドキュメンタリー映画賞ノミネート                    |
| 1944   | Flight Characteristics of the P-51 Airplane P-51の飛行特性                                  | |                                                                   |
| 1944   | Camouflage カモフラージュ                                                                   | フランク・トーマス*                                                                                              | アニメーション映画                                                |
| 1944   | Combat America 戦うアメリカ                                                                 | クラーク・ゲーブル**                                                                                             |                                                                   |
| 1944   | Ditch and Live 不時着水と生存法                                                             | | [ 20 ]                                                            |
| 1944   | Memphis Belle: A Story of a Flying Fortress メンフィス・ベル：空飛ぶ要塞の物語              | ウィリアム・ワイラー*, ロバート・K・モーガン, ヴィンス・エヴァンス（Vince Evans）, ゲイル・キュービック（音楽）  | パラマウント配給 アメリカ国立フィルム登録簿保存作品               |
| 1944   | Target for Today 今日のターゲット                                                           | ウィリアム・ケイリー*                                                                                            |                                                                   |
| 1944   | The B-17 Flying Fortress: Elementary Ground Work B-17フライングフォートレス：初等地上作業   | |                                                                   |
| 1944   | B-29 Flight Procedure and Combat Crew Functioning B-29の飛行手順および戦闘要員の役割        | エリック・フレミング                                                                                             |                                                                   |
| 1944   | How to Fly the B-26 Airplane B-26の飛ばし方                                                 | |                                                                   |
| 1945   | Land and Live in the Desert 砂漠の環境と生存                                                | ヴァン・ヘフリン**                                                                                               |                                                                   |
| 1945   | Land and Live in the Ocean 海洋の環境と生存                                                 | |                                                                   |
| 1945   | The Last Bomb 最後の爆弾                                                                    | フランク・ロイド*                                                                                                | アカデミー長編ドキュメンタリー映画賞ノミネート作品                |
| 1945   | Target Tokyo ターゲット・トーキョー                                                         | ウィリアム・ケイリー*, ロナルド・レーガン**                                                                      |                                                                   |
| 1945   | Time to Kill 殺しの時間                                                                     | ジョージ・リーヴス, バリー・ネルソン, デフォレスト・ケリー, ベティ・ホワイト                                     | アメリカ海軍の生活紹介                                            |
| 1945   | Wings for This Man 彼の飛行隊                                                               | ロナルド・レーガン**                                                                                             | 黒人飛行隊タスキーギ・エアメンに関する映画                        |
| 1945   | Preparation of Special Briefing Films 特別ブリーフィング映画の作成                          | | コードネームは「第152X特殊映画計画」（Special Film Project 152X） |
| 1945   | The Fight for the Sky 空の戦い                                                              | ロナルド・レーガン**                                                                                             |                                                                   |
| 1945   | Target-Invisible 透明の標的                                                                 | アーサー・ケネディ**, クレイトン・ムーア                                                                         |                                                                   |
| 1946   | Army Air Forces Pacific 太平洋の航空軍                                                      | |                                                                   |

凡例
*ディレクター

**ナレーター